# Nagelring
Nagelring ist ein  Schwert der Thidrekssaga.
Die Klinge wurde vom Zwerg Alberich gefertigt. Dieser übergab Dietrich von Bern das Schwert, bevor der im Kampf den Riesen Grim und dessen Frau Hilde tötet. Später, als Dietrich von Bern das Schwert Eckesachs erworben hatte, gab er Nagelring an Heime weiter. Innerhalb der Saga ist das Schwert von besonderer Bedeutung für den Verlauf der Handlung.